# 藤﨑智子
藤﨑 智子（ふじさき さとこ、2006年11月1日 - ）は、東京都西東京市出身の女子サッカー選手。三菱重工浦和レッズレディース所属。ポジションはフォワード。

## 来歴

### ユース
三菱重工浦和レッズレディースユース在籍時の2023年8月に育成組織TOP可登録選手として登録されたが、2023-24シーズンの試合出場はなかった。
2024年8月29日に2025年からのトップチーム昇格の内定が発表された。

### シニア
2025年2月、三菱重工浦和レッズレディーストップチームへ昇格。同年9月15日の2024-25 WEリーグ開幕戦にて先発でリーグ初出場すると後半7分に得点をあげ、クラブ史上最年少ゴール（17歳10ヶ月14日）を記録した。

## 個人成績

### クラブ
| クラブ                       | シーズン | リーグ | 背番号 | リーグ戦 | リーグ戦 | カップ戦 | カップ戦 | リーグ杯 | リーグ杯 | AFC  | AFC  | 合計 | 合計 |
| クラブ                       | シーズン | リーグ | 背番号 | 出場     | 得点     | 出場     | 得点     | 出場     | 得点     | 出場 | 得点 | 出場 | 得点 |
| ---------------------------- | -------- | ------ | ------ | -------- | -------- | -------- | -------- | -------- | -------- | ---- | ---- | ---- | ---- |
| 三菱重工浦和レッズレディース | 2023-24  | WE     | 31     | 0        | 0        | 0        | 0        | 0        | 0        | 0    | 0    | 0    | 0    |
| 三菱重工浦和レッズレディース | 2024-25  | WE     | 36     | 18       | 5        | 2        | 0        | 1        | 0        | 4    | 1    | 25   | 6    |
| 三菱重工浦和レッズレディース | 通算     | 通算   | 通算   | 18       | 5        | 2        | 0        | 1        | 0        | 4    | 1    | 25   | 6    |
| 通算                         | 日本     | 日本   | 1部    | 18       | 5        | 2        | 0        | 1        | 0        | 4    | 1    | 25   | 6    |
| 総通算                       | 総通算   | 総通算 | 総通算 | 18       | 5        | 2        | 0        | 1        | 0        | 4    | 1    | 25   | 6    |

1. ↑  育成組織TOP可登録選手
2. ↑  2025年1月まで育成組織TOP可登録選手

- WEリーグ
  - 初出場 - 2024年9月15日 第1節 日テレ・東京ベレーザ戦 (味の素フィールド西が丘)[5]
  - 初得点 - 2024年9月15日 第1節 日テレ・東京ベレーザ戦 (味の素フィールド西が丘)[5]

## タイトル

### クラブ
- 三菱重工浦和レッズレディース
  - 皇后杯 JFA 全日本女子サッカー選手権大会：1回（2024）